# Lasina
Lasina je autohtona sorta grožđa

## Opis kultivara
Autohtona sorta sjeverne Dalmacije, najviše je nalazimo u okolici Promine i Stankovaca, s tim da je još značajnije zastupljena u sortimentu Drniša,  Knina, Ravnih kotara i Skradina. Zbog svoje rasprostranjenosti u navedenim krajevima i samih njenih obilježja nalazimo je pod raznim imenima i to, Lasin, Vlasina, Kutlarica, Krapljenica, Slast, Pažanin, Ruža, Šljiva i dr. Intenzivnije se vraća u vinograde devedesetih godina prošlog stoljeća. To je kultivar snažna i bujna rasta, mladice mogu narasti i do 3,5 m, debele, tamnije smeđe boje, listovi srednje veličine cijeli ili trodijelni, golog naličja, osjetljivost prema biljnim bolestima nije izražena.Grozd, ovisno o bio tipu, cilindričan ili piramidalan, nabijen, kratke peteljke s ovalnom bobom srednje veličine(sinonim Šljiva), tamnoljubičaste boje s jako puno maška, meso bezbojno i sočno, ovaj kultivar karakterizira i to da u grozdu ima zelenih, malih bobica koje i u tehnološkoj zriobi ostaju zelene, dozrijeva u trećem razdroblju. Postoje još dva bio tipa, lošijih gospodarskih karakteristika, a razlika je najočitija u izgledu grozda i obliku i boji bobe. Oba bio tipa karakterizira rastresit grozd i okrugla boba, a razlika između njih je u boji bobe, gdje je kod jednog tipa tamnoljubičasta boba, a kod drugog svjetlo ljubičasta. 

## Uzgoj
Preporuča se sadnja na propusnim, škrtijim tlima, da bi se obuzdao snažan i bujan rast, važno je da je tlo opskrbljeno s dovoljno željeza jer suprotnom u fazi intenzivnog vegetativnog rasta dolazi do ferokloroze. Najbolji rezultati se postižu nižim uzgojnim oblicima, kratkog reza, jednokraki ili dvokraki kordonac s 3-5 reznika (cca 10 pupova). 
Pri podizanju nasada voditi računa o sklopu sadnje radi snažnog i bujnog rasta trsa jer u gušćem sklopu dolazi do zagušenja vegetativnim rastom (minimalno korištenje prostora od 1,6 m²). 
Veliku važnost treba obratiti na pomotehničke mjere u vegetaciji, gdje se radi manjih propusta može izgubiti dosta na kvaliteti i kvantiteti. Ovaj kultivar je redovne rodnosti, međutim jako veliku pažnju treba obratiti na pljevljenje kako sa starog drva tako i zaperaka. U slučaju da se pljevljenje ne obavi na vrijeme, prije cvatnje, neće doći do potpune oplodnje (oprne) te nam u tom slučaju grozd ostane prazan ili u boljem slučaju rastresit. Samo pljevljenje treba obavljati na način da se taj nedostatak iskoristi u našu korist radi postizanja veće kvalitete grožđa, odnosno prilikom pljevljenja ne smije se skroz otvoriti grozd već ga malo ostaviti zatvorena. U tom slučaju dolazi jednim dijelom do ne oplodnje iz koje proizlazi nešto rjeđi grozd (smanjuje se napad bolesti), a ujedno se stvori određeni broj bobica kod kojih nije izvršena oplodnja te one kao takve neće dozoriti u tehnološkoj zriobi, što nam povećava ukupne kiseline u vinu. Zbog jakog vegetativnog rasta važno je obaviti vršikanje da ne bi došlo do zasjenjivanja vlastitom vegetacijom što otežava zriobu.
Svi navedeni problemi su se javili kada se počelo nekontrolirano primjenjivati mineralno gnojivo i sadnja vinograda u plodna polja, što je ovaj kultivar moglo stajati nestajanja sa sortnih lista. 

## Vino
Ako se provode navedene upute vezane za uzgoj ovoga kultivara tada se dobije grožđe izuzetne kvalitete kao sirovina za proizvodnju vina. Ovo je kultivar kojemu se sadržaj šećera redovno kreće između 88-107 º Oe (sinonim Slast), kiseline 6-7 g/l i kao takav ima predispozicije za vina visoke kakvoće. Samo vino se odlikuje srednje intenzivnom do jakom rubinskom bojom, volumne jakosti alkohola od 12 – 14,9 %, optimalna količina alkohola je oko 13 vol.%. Pri proizvodnji vina treba voditi računa da se temperatura fermentacije kreće između 22 º C i 25 º C, jer se tada dobiju užitnija, manje agresivna vina. Odležavanjem i pravilnim njegovanjem ovakvih vina dobije se harmonija s izraženom sortnom aromom. Pošto sadrži veće količine šećera može se koristiti i kao zobatica što je u pojedinim krajevima uobičajeno da se i tako konzumira.
Zbog svojih karakteristika kao grožđe i činjenice da se relativno lako suši jako je zahvalan kultivar za proizvodnju prošeka, u čijem je sastavu u prošlosti bio nezaobilazan.
Zahvaljujući svladavanju problema u proizvodnji grožđa i primjenom novih tehnologija u proizvodnji vina u proteklih petnaest godina ovaj kultivar se vraća u sve veći uzgoj. Trenutno na tržištu postoje tri vina ovog kultivara s oznakom geografskog porijekla, a daljnjim praćenjima i usavršavanjima proizvodnje možemo reći da ćemo u budućnosti dobiti još jedno autohtono vino visoke kakvoće.

## Vanjske poveznice
- Pravilnik o vinu MInistarstva poljoprivrede i šumarstva u kome se spominje lasina crna